# Some Sexy Songs 4 U
Some Sexy Songs 4 U (стилизовано как $ome $exy $ongs 4 U или $$$4U) — совместный студийный альбом канадских рэперов PartyNextDoor и Дрейка, вышедший 14 февраля 2025 года с помощью лейблов OVO Sound, Santa Anna и Republic Records. В альбоме приняли участие Pim, Chino Pacas и Yebba. Продюсированием занимались PartyNextDoor и часто сотрудничающие с Дрейком Noel Cadastre, Gordo, Jordan Ullman и другие.
Первоначально альбом был запланирован на осень 2024 года, но его выход несколько раз откладывался. Он является продолжением их студийных альбомов PartyNextDoor 4 (2024) и For All the Dogs (2023) и представляет собой третий совместный проект Дрейка и первый — PartyNextDoor.
Альбом Some Sexy Songs 4 U был продан за первую неделю в количестве 246 000 альбомных эквивалентов в США и дебютировал на первом месте в Billboard 200, став первым чарттоппером PartyNextDoor и четырнадцатым для Дрейка, что позволило ему сравняться с Jay-Z и Тейлор Свифт по количеству альбомов, занявших первое место в чарте среди сольных исполнителей. На международном уровне альбом вошел в десятку лучших в Австралии, Бельгии, Нидерландах, Ирландии, Литве, Новой Зеландии, Норвегии, Швеции, Швейцарии и Великобритании. Альбом получил смешанные отзывы от критиков, которые хвалили его производство и интимный характер, но критиковали время звучания и лирику.

## История
Альбом стал продолжением многочисленных совместных работ пары с тех пор, как PartyNextDoor подписал контракт с лейблом Дрейка OVO Sound в 2013 году; первой из них стало гостевое выступление Дрейка на песне «Over Here» с одноимённого микстейпа (2013). Помимо совместных работ, они участвовали в создании отдельных песен друг друга в качестве авторов или продюсеров.

## Продвижение
3 февраля 2025 года было раскрыто название альбома и объявлена дата его выхода — 14 февраля. В анонс был включён фрагмент песни «Deeper». 9 февраля Дрейк поделился фрагментом песни «Crying in Chanel». Днём позже Дрейк опубликовал промо-скетч к альбому с участием канадского комедийного дуэта Джермейна и Треванна Ричардсов, в котором Треванн репетирует романтическую речь со своим братом для своей девушки, но не может или не хочет сказать ей, что любит ее. По мнению Джона Пауэлла из Revolt TV, это пример «игривого, самоаналитического маркетинга, который помогал Дрейку поддерживать своё культурное доминирование на протяжении более десяти лет». Ранее Дрейк сотрудничал с Ричардсами, снявшись в мае 2017 года в комедийном скетче «T-Dot Goon Scrap DVD 2».
На следующий день Дрейк поделился официальной обложкой альбома в Instagram, на которой были изображены Дрейк (слева) и PartyNextDoor (справа), стоящие вместе во время снежной бури перед небоскрёбами Absolute World в Миссиссоге (Онтарио, Канада), в больших меховых пальто. 12 февраля Дрейк поделился фрагментом трека «Somebody Loves Me» на «@plottttwistttttt». Он также поделился фотографией титульного листа декабрьского 2024 года сценария под названием «$$$ 4 U» (аббревиатура названия альбома): в нём Дрейк и PartyNextDoor были указаны в качестве авторов, а в основу был положен неизданный одноимённый роман отца Дрейка, Денниса Грэма. Днём позже Дрейк раскрыл треклист альбома из 21 песни через Instagram и подтвердил, что его продолжительность составит 74 минуты.

## Музыка и композиция
Some Sexy Songs 4 U содержит двадцать один трек, продолжительность звучания которого составляет более 73 минут.
Выход альбома совпал с Днём святого Валентина, став третьим полноформатным проектом Дрейка, выпущенным к этой дате, после So Far Gone (2009) и If You’re Reading This It’s Too Late (2015); по мнению HotNewHipHop, альбомы Дрейка, выпущенные в это время, «отражают его меняющиеся взгляды на любовь, успех и эмоциональную уязвимость», говоря: «Немногие артисты связали себя с праздником, как Дрейк с Днём святого Валентина».

### Производство
По словам Уилла Шуба и Киа Тёрнер из Complex', Some Sexy Songs 4 U в первую очередь смешивает элементы современного R&B, хип-хопа и трэпа. В некоторых песнях он также использует альтернативный рок, акустический поп и региональный мексиканский. В альбоме использована продукция нескольких различных продюсеров, в основном это давние соратники Дрейка Noel Cadastre, Gordo (DJ), Majid Jordan и сам PartyNextDoor, а также часто сотрудничающие с PartyNextDoor Алекс Лустиг, Niketaz и Niko.

### Тексты и темы
По мнению Джо Коскарелли из The New York Times, лирические темы альбома напоминают предыдущие работы Дрейка и PartyNextDoor, включая Dark Lane Demo Tapes (2020) и PartyNextDoor 3 (2016). В альбоме Дрейк делает несколько выпадов в сторону других артистов, включая Кендрика Ламара и Джо Буддена, а также упоминает Charli XCX и её альбом Brat (2024), 21 Savage и Тейт Макрей.
На протяжении всего альбома «внимание Дрейка в основном сосредоточено на девушках», в то время как PartyNextDoor «рассказывает о своих сексуальных эскападах», как утверждают Карл Ламарре и Майкл Сапонара из Billboard. Дрейк затрагивает темы холостяцкого образа жизни, оседлости, возбуждения со стороны сверстников и своего предыдущего сексуального опыта. Аналогичным образом PartyNextDoor затрагивает темы секса, денег, неверности и сексуальной ревности.

## Отзывы
| Совокупная оценка | Совокупная оценка |
| Источник          | Оценка            |
| ----------------- | ----------------- |
| Metacritic        | 55/100            |
| Оценки критиков   |                   |
| Источник          | Оценка            |
| The A.V. Club     | D+                |
| Clash             | 5/10              |
| Financial Times   | [ 26 ]            |
| Pitchfork         | 5.9/10            |
| Rolling Stone     | [ 28 ]            |
| Sputnikmusic      | 1.0/5             |

Джон Пауэлл из Revolt высоко оценил Some Sexy Songs 4 U, сказав, что «с его смесью угрюмого соула, атмосферного производства и откровенной лирики, [альбом], возможно, является магнум опусом десятилетнего творческого сотрудничества артистов». Джефф Ихаза из Rolling Stone сказал, что альбом предлагает поклонникам «лёгкого R&B звучания артистов, много всего, за что можно ухватиться», назвав треклист «хорошо исполненным [с] фирменными хитами в стиле OVO». Он также похвалил артистов за их «магнетическую химию, которая сливается в нескольких моментах альбома» и выделил песни «Nokia» и «Die Trying», назвав последнюю «изобилующей запоминающейся акустической гитарой и прекрасно сочетающейся с парящим, упруго ритмичным вокалом PartyNextDoor». В совместной рецензии для Complex Уилл Шуб и Киа Тёрнер заявили, что Some Sexy Songs 4 U — это «игривая, с низкими ставками коллекция медленных джемов [которая] непринуждённая [и] игривая», и отметили, что артисты «находятся в своей идеальной стихии», похвалив его производство как предлагающее «шелковистую гладкость снежного прослушивания». Однако Шуб раскритиковал то, что Дрейка в альбоме больше, чем PartyNextDoor, а Тёрнер написал, что песни «скорее ностальгические, чем сексуальные».
В смешанной рецензии Робин Мюррей из Clash написал, что альбом «олицетворяет многие недостатки, которые в последнее время выдвигались против Дрейка», заявив, что лирика Дрейка «клиширована» и что «в альбоме много щедрости и расточительства». Он заявил, что, хотя «PartyNextDoor, несомненно, выпустил более сильный материал», альбом найдёт отклик у преданных поклонников обоих артистов: «Здесь всегда найдутся вещи, которые порадуют давних поклонников». Рецензия Stereogum также была неоднозначной: «В свои лучшие времена [Дрейк] и PartyNextDoor используют свою химию достаточно, чтобы избежать монотонности производства», но заключила, что «73-минутная продолжительность заставит вас захотеть сбежать, как во время неловкого свидания». Арон А. из HotNewHipHop раскритиковал вклад Дрейка в альбом, назвав его «движимым эго и внешним одобрением [скорее], чем страстью», но похвалил усилия PartyNextDoor, сказав, что он «предлагает уровень интимности и уязвимости, от которого Дрейк все чаще уклоняется». Альфонс Пьер из Pitchfork написал, что альбом является «самым R&B-ориентированным» проектом Дрейка со времён So Far Gone (2009), хотя «ситуации и отношения не сильно отличаются от тех, что были в 2009 году». Он написал, что «голос Дрейка уже не такой нежный и гладкий, как раньше», а «вклад Party по большей части забыт».
В негативной рецензии в The Hollywood Reporter Джонни Коулман назвал пластинку «раздутой, 21-песенной дребеденью». Он заявил, что «на самом деле здесь нет ни одного яркого момента, и не так уж много неудач». Коулман назвал музыку «„плоской“, без души, без свинга, без хитов и без атмосферы». Дакота Фосс из Sputnikmusic дала альбому негативную рецензию за содержание женоненавистнических тем и за сходство с предыдущими альбомами Дрейка, заключив, что «альбом проваливается на каждом уровне». Крис Ричардс из The Washington Post раскритиковал тексты песен, заявив, что они «возвращают Дрейка к его заводским настройкам бессердечного ловеласа», назвал песни «лёгкими для ненависти» и сказал, что Some Sexy Songs 4 U звучит «побежденно [и] привычно безвкусно [где] неловкости выпрыгивают наружу».

## Коммерческий успех
Альбом дебютировал на первом месте в американском Billboard 200 с 246 000 альбомных эквивалентных единиц, включая 25 000 продаж чистого альбома. Он заработал в общей сложности 287,04 миллионов стрим-потоков по требованию в дебютную неделю, что привело к самой большой потоковой неделе 2025 года для любого альбома. Some Sexy Songs 4 U стал первым альбомом номер один для PartyNextDoor в США и четырнадцатым для Дрейка, что позволило ему сравняться с Jay-Z и Тейлор Свифт по количеству альбомов номер один среди солистов.

## Список композиций
Слова и музыка всех песен — Джарон Брэтуэйт и Дрейк, кроме указанных..
| №                   | Название                                   | Автор(ы)                                 | Продюсеры                                                                     | Длительность |
| ------------------- | ------------------------------------------ | ---------------------------------------- | ----------------------------------------------------------------------------- | ------------ |
| 1.                  | «CN Tower»                                 |                                          | Noel Cadastre Prep Kid Masterpiece                                            | 4:01         |
| 2.                  | «Moth Balls»                               |                                          | PartyNextDoor Prep DJ Lewis Aiona O Lil Angel Eli                             | 3:32         |
| 3.                  | «Something About You»                      |                                          | Nyan London Cyr Livewire Reemz Vawn KIYOSHI                                   | 3:38         |
| 4.                  | «Crying in Chanel» (в исполнении Дрейка)   | Graham                                   | Cadastre DJ Lewis O Lil Angel                                                 | 3:19         |
| 5.                  | «Spider-Man Superman»                      |                                          | Cadastre DJ Lewis O Lil Angel                                                 | 3:23         |
| 6.                  | «Deeper» (в исполнении PartyNextDoor)      | Brathwaite                               | Alex Lustig Turrini Room33 Laf                                                | 2:52         |
| 7.                  | «Small Town Fame» (в исполнении Дрейка)    | Graham                                   | Earl on the Beat Gent! Chibu Ali Roots Bangs Skip2Fame M3rge                  | 2:28         |
| 8.                  | «Pimmie's Dilemma» (вместе с Pim)          | Phimphisa Truong                         | Imovekiloz                                                                    | 1:58         |
| 9.                  | «Brian Steel» (в исполнении Дрейка)        | Graham                                   | Nyan Harley Arsenault                                                         | 1:51         |
| 10.                 | «Gimme a Hug» (в исполнении Дрейка)        | Graham                                   | Cadastre Gordo Kid Masterpiece Johannes Klahr Richard Zestenker Simon Hessman | 3:13         |
| 11.                 | «Raining in Houston» (в исполнении Дрейка) | Graham                                   | Cadastre Kid Masterpiece                                                      | 4:04         |
| 12.                 | «Lasers»                                   |                                          | Niko Scandi 29 Millions                                                       | 3:18         |
| 13.                 | «Meet Your Padre» (вместе с Chino Pacas)   | Brathwaite Graham Cristian Ávila [англ.] | DJ Lewis O Lil Angel JOP Jose De Luna                                         | 4:31         |
| 14.                 | «Nokia» (в исполнении Дрейка)              | Graham                                   | Elkan                                                                         | 4:01         |
| 15.                 | «Die Trying» (вместе с Yebba)              | Brathwaite Graham Abigail Smith [англ.]  | Jordan Ullman                                                                 | 3:15         |
| 16.                 | «Somebody Loves Me»                        |                                          | DJ Lewis O Lil Angel Wondra030                                                | 3:02         |
| 17.                 | «Celibacy»                                 |                                          | Cadastre Kid Masterpiece                                                      | 3:55         |
| 18.                 | «OMW»                                      |                                          | Cadastre                                                                      | 3:53         |
| 19.                 | «Glorious»                                 |                                          | Cadastre DJ Lewis O Lil Angel Nasamadeit                                      | 3:25         |
| 20.                 | «When He's Gone»                           |                                          | Niko Crater Niketaz                                                           | 3:29         |
| 21.                 | «Greedy»                                   |                                          | Cadastre Kid Masterpiece Arsenault                                            | 6:26         |
| Общая длительность: | Общая длительность:                        | Общая длительность:                      | Общая длительность:                                                           | 73:30        |

## Чарты
| Чарт (2025)                          | Высшая позиция |
| ------------------------------------ | -------------- |
| Австралия (ARIA)                     | 2              |
| Австралия (Hip Hop/R&B Albums, ARIA) | 1              |
| Бельгия/Фландрия (Ultratop)          | 5              |
| Бельгия/Валлония (Ultratop)          | 9              |
| Нидерланды (Album Top 100)           | 4              |
| Финляндия (Suomen virallinen lista)  | 36             |
| Ирландия (Irish Albums Chart)        | 2              |
| Новая Зеландия (RMNZ)                | 2              |
| Швеция (Sverigetopplistan)           | 6              |
| Великобритания (UK Albums Chart)     | 3              |
| Великобритания (UK R&B Albums Chart) | 13             |
| США Billboard 200                    | 1              |

## Сертификация
| Регион                                                                      | Сертификация | Продажи |
| --------------------------------------------------------------------------- | ------------ | ------- |
| Великобритания (BPI)                                                        | Золотой      | 100 000 |
| Данные о продажах + прослушиваниях приведены только на основе сертификации. |              |         |